# 松尾謙二郎
松尾 謙二郎（まつお けんじろう）は、1966年（58 - 59歳）生まれ、福岡県出身のサウンドデザイナー、作曲家、メディアアーティストである。武蔵野音楽大学卒。株式会社インビジ、株式会社coton代表取締役。新しい音の価値と経験（サウンド・エクスペリエンス）を創造することをミッションに、サウンドデザイン、楽曲・映像制作、アートインスタレーション、インタラクティブデザインなど行う。

## 人物・略歴
幼少時よりピアノを習い、クラシック好きな父親や、姉兄の影響で多様なジャンルの音楽に触れて育つ。初めて夢中になった楽曲は小学校低学年で聴いたビートルズの『イエロー・サブマリン』と『ゲット・バック』。中学ではベースを始め、本格的にバンド活動をスタートする。高校時代に発売されたヤマハ・DX7、ローランド・S50を自腹で購入し、宅録にのめり込む。武蔵野音楽大学進学と同時に上京しコントラバス科に進むも、自身の興味と大学の教育方針のギャップが大きく、校外でのアルバイトなどに精を出すことでアートインスタレーションや、企画業に開眼する。
大学卒業後、リクルートの契約社員として『じゃらん』のコピーライティングを半年務めるも、福岡に戻りビデオパッケージのBGM制作、広告音楽制作などを開始する。
福岡で行われた夢野久作の展覧会のサウンドデザインを担当したことで、石井聰互監督と知り合い、福岡をテーマにした映画『水の中の八月』の音楽を担当。その後渡英し、プロダクトやファンクションと音楽を組み合わせた活動に傾倒し、パリ装飾美術館でのジャン・マリー・マソーとのインスタレーションなど行う。
帰国後、大手家電メーカーのユーザー・インターフェースのコンサルティングなどを経て、2000年中村優一とともに有限会社インビジブル・デザインズ・ラボを創業。2018年アートユニットinvisiDIRを発足、2019年音とテクノロジーに関するソリューションの提供を目的に、古川聖（東京芸術大学教授）、濵野峻行と共に芸大発ベンチャー株式会社cotonを創業。2020年、有限会社インビジブル・デザインズ・ラボを株式会社インビジに組織変更。

## 主な作品
- 2011年 - 「森の木琴」プロデュースとサウンドデザインを担当[11]

- 2012年 - テクネ「映像の教室」（NHK教育）音楽プロデュース[3]

- 2013年
  - TEDxFukuoka登壇 「Shake Your Mind! こころを揺さぶれ」[9]
  - ロボットによる３ピースバンド「Z-MACHINES」を開発[12]。翌年にはスクエアプッシャーとの共作「Music For Robots」をリリース[13]

- 2014年
  - 手や腕を使わず目線でピアノを演奏するプロジェクト「Eye Play The Piano」に参加[14]
  - AGF（味の素ゼネラルフーズ）「Music of THE TRIPLE」の3倍高密ピアノをプロデュース[15]

- 2018年 - STARFLYER 機内音楽プログラム「Star Chorus」を制作

## 受賞歴
- 2011年 - カンヌ国際広告祭 フィルムクラフト部門/サイバー部門 金賞受賞[16][17]・グッドデザイン賞 金賞受賞[11] ・51st ACC CMフェスティバル 金賞受賞[18] - 受賞作 「森の木琴」
- 2012年 - グッドデザイン賞 グッドデザイン・ベスト100受賞[19]- 受賞作「テクネ 映像の教室」
- 2013年 - スパイクスアジア広告祭 ダイレクト部門 ユーズオブメディア・アンビエント／オルタナティヴメディア 金賞受賞[20] - 受賞作「Z-MACHINES」
- 2014年 - カンヌ国際広告祭 ブロンズ受賞[21]-受賞作「Eye Play The Piano」
- 2015年 - VRCクリエイティブアワード 最優秀賞[22]-受賞作「Eye Play The Piano」
- 2016年 - アジア太平洋広告祭（ADFEST 2016) メディア・ロータス部門 金賞受賞[23]-受賞作「Eye Play The Piano」
- 2018年 - スパイクスアジア広告祭 ラジオ＆オーディオ部門 SILVER受賞[24]・釜山国際広告祭 Digital Insights部門 Crystal受賞[2] - 受賞作「Star Chorus」
- 2019年 - New York Festivals Advertising Awards AUDIO/RADIO部門 Best Use of Medium[2][25]・アジア太平洋広告祭 オーディオ・ロータス部門 銅賞[2][26] - 受賞作「Star Chorus」

## 掲載
- ロボットだってミスをする：スクエアプッシャー最新作の“バックバンド”はこうつくられた[27]

- 音と音楽の拡張する可能性——サウンドデザイン[28]
- 目の動きだけで演奏できるユニバーサル楽器「Eye Play the Piano」[29]
- 鉄道芸術祭vol.6オープニングトーク!「見えない音とかたちのないアイデアを構築する」インビジブル・デザインズ・ラボ松尾さんをお迎えして[30]
- 音の役割を拡げ続けてきた音楽体験デザイン集団の20年史[31]
- VIDEO. Japon: un xylophone géant passionne les internautes[32]
- Giant handmade xylophone plays Bach in the depths of a serene Japanese forest[33]